# Charlie Day
Charles Peckham Day (sinh ngày 9 tháng 2 năm 1976) là một diễn viên, nghệ sĩ hài, biên kịch, nhà sản xuất phim và nhạc sĩ người Mỹ. Anh được biết đến qua vai Charlie Kelly trong phim truyền hình It's Always Sunny in Philadelphia. Về điện ảnh, anh từng tham gia trong những phim như Horrible Bosses (2011 và 2014), Monsters University (2013), Pacific Rim (2013) hay The Lego Movie (2014).